# Bloody Hawk
Bloody Hawk, pseudonimo di Nikolaos Kitsos (in greco Νικόλαος Κίτσος?; Xanthi, 4 novembre 1995), è un rapper greco.

## Biografia
Comincia a rappare nel 2012, pubblicando alcuni brani su YouTube, e facendosi notare nella scena underground hip hop greca. Raggiunge il successo nel 2017, grazie all'album in studio Komplexiko. Nel settembre 2019 è la volta del secondo album, dal titolo 1 Eurō, che ottiene un notevole successo e viene apprezzato anche dalla critica.
Nel 2021 firma per l'etichetta greca Minos EMI, e pubblica il suo terzo album, Timīma, confermandosi come uno dei rapper più popolari della scena greca. Nel maggio 2023 esce il quarto album Fthīna Tricks, caratterizzato da collaborazioni con i rapper Wang, Vlospa, Immune e Dani Gambino. Il suo quinto album, Fthīna Tricks 2, viene reso disponibile il 30 maggio 2024.

## Discografia

### Album in studio
- 2017 – Komplexiko
- 2019 – 1 Eurō
- 2021 – Timīma
- 2023 – Fthīna Tricks
- 2024 – Fthīna Tricks 2

### Mixtape
- 2012 – Gerakisioi ofthalmoi
- 2013 – Synthetes grammes
- 2014 – Bals
- 2015 – Signore Falco

### EP
- 2014 – Galazioi Kīpoi (con Ftheiromai)
- 2015 – Νīstikos
- 2016 – Shut The Fuked Up (con Fuked Up)
- 2024 – The Deal (con Dani Gambino e Wang)